# Derolus togoensis
Derolus togoensis är en skalbaggsart som beskrevs av Stefan von Breuning 1974. Derolus togoensis ingår i släktet Derolus och familjen långhorningar.
Artens utbredningsområde är Togo. Inga underarter finns listade i Catalogue of Life.